# ستيفن دي بيتر
ستيفن دي بيتر (22 نوفمبر 1985 بالست في بلجيكا - ) هو لاعب كرة قدم بلجيكي في مركز الوسط. لعب مع كيه في ميخيلين ونادي فيسترلو وفيربرودرينغ دندر إندرخت هكلغام ‏.

## وصلات خارجية
- ستيفن دي بيتر على موقع الاتحاد الأوربي (الإنجليزية)
- ستيفن دي بيتر على موقع قاعدة بيانات كرة القدم.إي يو (الإنجليزية)
- ستيفن دي بيتر على موقع Soccerway.com (الإنجليزية)